# Đoàn Thu Thủy
Đoàn Thu Thủy (sinh ngày 15 tháng 10 năm 1995) là một hoa hậu, người mẫu Việt Nam. Cô đăng quang Hoa hậu Thể thao Việt Nam 2022. Cô được chỉ định làm đại diện Việt Nam tại Hoa hậu Toàn cầu 2023 và đạt được danh hiệu Á hậu 4 của cuộc thi vào đêm chung kết.

## Tiểu sử
Thu Thủy sinh năm 1995 tại Phú Thọ, cô hoạt động và sinh sống tại Hà Nội, cô từng là sinh viên của trường Đại học Hà Nội. Hiện tại, Thu Thủy đang là một người mẫu có tiếng trong làng mẫu tại Việt Nam nói chung và ở Hà Nội nói riêng. Đoàn Thu Thủy hiện đang đảm nhiệm vai trò quản lý và phát triển dự án tổ chức chạy bộ VRun, chuyên tổ chức các giải chạy bộ trực tuyến và trực tiếp kết hợp gây quỹ hoạt động cộng đồng.

## Sự nghiệp

### Sự nghiệp đầu tiên
Năm 2015, Thu Thủy đã ghi danh tại cuộc thi đầu tiên là Siêu mẫu Việt Nam 2015.  Thu Thủy đã giành được giải thưởng Siêu mẫu Ấn tượng. Năm 2021, cô tham dự Hoa hậu ảnh Thể dục thể thao 2021 và đạt giải phụ Người đẹp Thân thiện.

### Hoa hậu Thể thao Việt Nam 2022
Năm 2022, cô tiếp tục ghi danh tại cuộc thi Hoa hậu Thể thao Việt Nam 2022 và cô thuộc đội huấn luyện viên Minh Tú. Vào đêm chung kết, cô đã đăng quang ngôi vị cao nhất.
Sau khi đăng quang Đoàn Thu Thủy được bổ nhiệm với vai trò đại sứ truyền thông cho chiến dịch Vì một Việt Nam vững vàng và khỏe mạnh.
Năm 2023, cô được mời làm đại sứ cho cuộc thi Hoa hậu Đại dương Việt Nam 2023. Cô cũng chính thức ghi danh casting tại chương trình The New Mentor.

### Hoa hậu Toàn cầu 2023
Thu Thủy được công bố là đại diện của Việt Nam tại Hoa hậu Toàn cầu 2023 được tổ chức tại Việt Nam và Campuchia. Vào đêm chung kết được tổ chức tại Campuchia, cô đã giành được danh hiệu Á hậu 4 của cuộc thi và cô là đại diện có thành tích cao nhất tại Hoa hậu Toàn cầu.

## Thành tích
- Top 10 Siêu mẫu Việt Nam 2015
  - Giải phụ Người mẫu có phong cách trình diễn ấn tượng nhất
- Top 5 Hoa hậu Ảnh thể dục Thể thao 2021
  - Hoa hậu thân thiện
- Hoa hậu Thể thao Việt Nam 2022
- Á hậu 4 Hoa hậu Toàn cầu 2023

## Show diễn tiêu biểu
| Năm  | Vị trí  | Bộ sưu tập                           | Khuôn khổ                           | Nhà thiết kế/ Brand | Ref    |
| ---- | ------- | ------------------------------------ | ----------------------------------- | ------------------- | ------ |
| 2022 | Vedette | Sức mạnh bên trong, vẻ đẹp vĩnh hằng | Tuần lễ thời trang quốc tế Việt Nam | Nguyễn Minh Tuấn    | [ 10 ] |